# Mouton d'Europe du Nord à queue courte
Les moutons à queue courte d'Europe du Nord sont un groupe de races de moutons traditionnels que l'on trouve en Europe du Nord, principalement dans les îles Britanniques, en Scandinavie, au Groenland et dans la région de la Baltique. On pense qu'ils sont dérivés des premiers moutons apportés en Europe par les premiers agriculteurs. Pendant des milliers d'années, ils ont été le seul type de mouton élevé dans le nord de l'Europe. Ce sont des moutons robustes, adaptés aux climats rudes, mais de petite taille. De ce fait, ils ont été remplacés dans la plupart des régions par des races plus récentes de moutons, des moutons plus grands et à longue queue.

## Caractéristiques

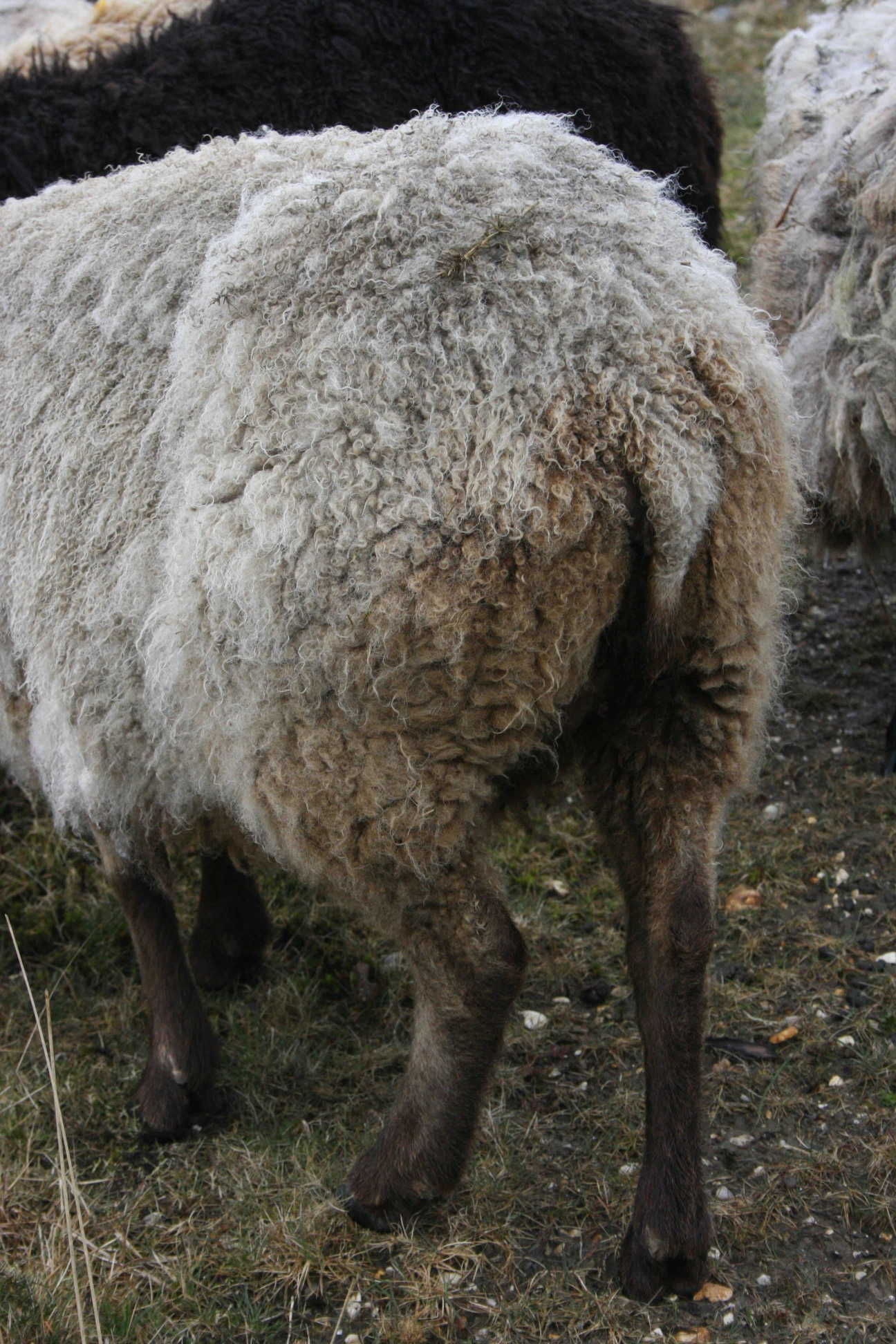
Brebis Shetland : sa queue courte et en forme de pointe est typique des races de moutons à queue courte d'Europe du Nord

Ces moutons sont généralement petits et ont des queues courtes, larges à la base et se rétrécissant en une pointe couverte de poils. Leurs queues ont généralement 13 vertèbres, contre plus de 20 pour les autres moutons. Les vertèbres caudales individuelles sont également plus courtes que celles des moutons à longue queue. Leur visage et leurs jambes sont exempts de laine. Les cornes varient entre les races et d'un sexe à l'autre. Chez certaines races, les individus des deux sexes arborent des cornes ; chez d'autres, seul le mâle en possède. Chez certaines races, il peut y avoir deux paires de corne ou plus (polycérate), comme chez les moutons Manx Loaghtan et Hebridean.
Leur pelage peut être tacheté ou de couleur unie (généralement blanc, noir ou brun). Certains (comme les moutons Shetland et le mouton islandais) se caractérisent par une large variété de couleur de toison. Certaines races muent naturellement au printemps, ce qui permet à leur toison d'être roulée (pincée) plutôt que tondue. Les naissances gémellaires sont fréquentes, certaines (comme les moutons finnois, les Romanov et les moutons islandais) donnant souvent naissance à des portées de trois, quatre ou même plus d'agneaux. La reproduction est généralement fortement saisonnière, les agneaux naissant au printemps ou au début de l'été.
Ces moutons sont très résistants et agiles, adaptés à des climats humides et froids. Ils ont souvent une forte préférence pour brouter les arbres et les arbustes plutôt que de brouter une végétation plus courte. Le North Ronaldsay se nourrit en grande partie d'algues.

## Histoire
On pense que les premiers moutons amenés en Europe par les premiers éleveurs étaient des moutons à queue courte. À l'origine, au Néolithique, il s'agissait de petits moutons bruns à double pelage et à mue naturelle (le Mouton de Soay en serait une relique). À l'âge du fer, ceux-ci avaient été remplacés par des moutons un peu plus gros, toujours à queue courte, mais avec une toison de texture plus uniforme et de couleur variable.
Les moutons importés plus tard du sud de l'Europe étaient à longue queue, à toison blanche et plus gros. Ces derniers ont supplanté les moutons à queue courte dans la plupart des régions, et au début du XIXe siècle, les moutons à queue courte n'étaient plus élevées que dans les régions les plus reculées de l'Atlantique nord, en Scandinavie, autour de la Baltique, en Irlande, en Cornouailles, en Écosse et diverses îles. Les moutons à longue queue se sont ensuite également répandus dans nombre de ces pays et, au début du XXe siècle, ces moutons ne représentaient plus qu'une portion congrue de l'élevage ovin.
À partir du milieu du XIXe siècle (et surtout après le milieu du XXe siècle), des efforts de préservation de ces races ovines anciennes ont vu le jour.

## Races existantes
Certaines races ont disparu, mais plus de 30 espèces sont encore élevées.

### Allemagne

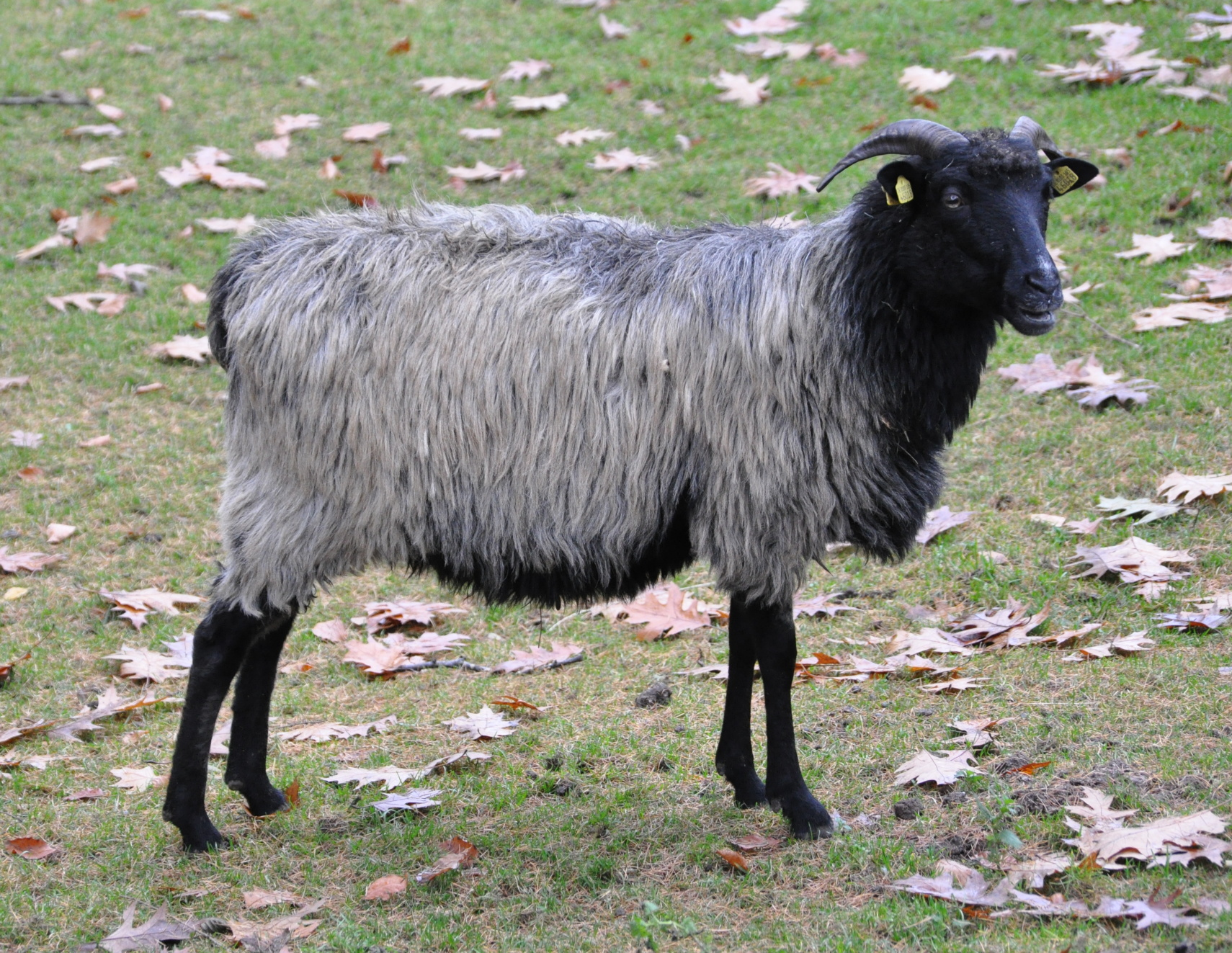
Mouton Jaglu.

- Mouton des landes de bruyère d'Allemagne (en allemand : Heidschnucke), originaire du Nord de l'Allemagne. Il comprend trois sous-espèces : 
  - le Jaglu, à toison grise, originaire de la lande de Lunebourg
  - le Moorschnucke (de), également appelé Weiße Hornlose Heidschnucke, à toison blanche et sans corne ; espèce en danger d'extinction[3]
  - Weiße gehörnte Heidschnucke, à toison blanche uniforme et dont mâles et femelles ont des cornes ; espèce en danger d'extinction[4]

### Allemagne et États baltes
- mouton Skudde : originaire de Prusse orientale et des États baltes[5] ;  actuellement élevé en Suisse, en Allemagne et au Benelux.

### Danemark
- mouton des Îles Féroé (en) (en féroïen : Føroyskur seyður) : animaux de petite taille dont la toison est blanche, grise, brun noisette, marron, et noir ou un mélange de ces couleurs. Les mâles ont habituellement des cornes. Cette race est issue d'un croisement entre la race Lítla Dímun (en) (éteinte), originaire des Îles Féroé, et des moutons importés d’Écosse et d'Islande[6]. Ils se caractérisent par leur très faible instinct grégaire[7]. Ils sont principalement élevés au Danemark[2].

### Estonie
- le Ruhnu estonien (en) : originaire de l'île estonienne de Ruhnu. Certains mâles sont cornus, blancs ou crème à tête grise ; certains individus ont une ou deux caroncules sous la tête ; queue courte ou moyenne.

### Finlande

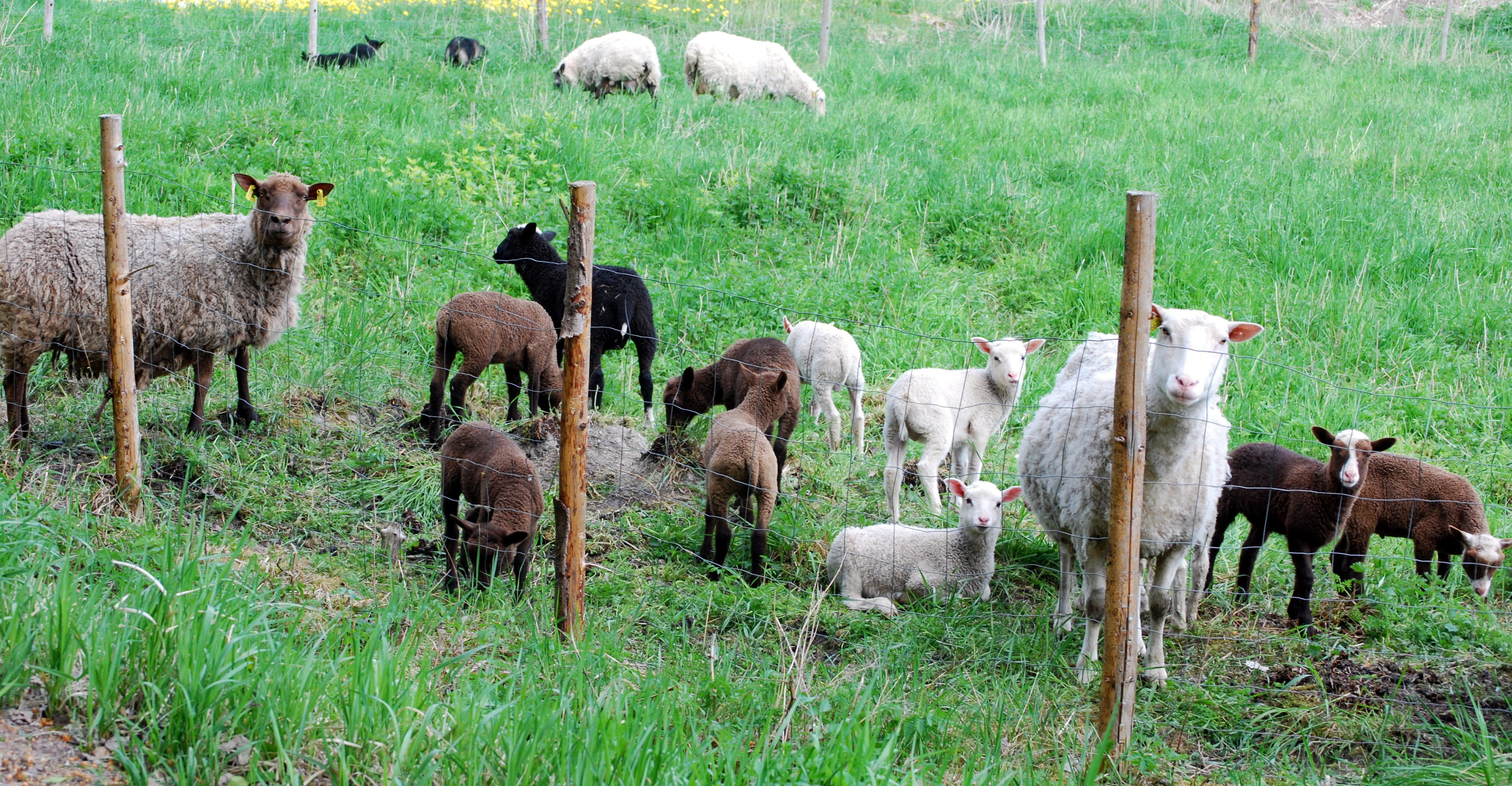
Brebis et agneaux de race Finnoise.

- mouton finnois (Suomenlammas, Finsk lantrasfår), originaire de Finlande mais avec une très large distribution contemporaine (Europe, Amérique du Nord, Afrique, Asie, Nouvelle Zélande). Cette race se caractérise par une très forte prolificité[2]. Seuls les mâles arborent des cornes. Sa toison est de couleur unie ou avec des taches ;  le blanc est dominant génétiquement, mais différentes couleurs de toison coexistent, dans des teintes très semblables à celles des moutons Shetland et Icelandic. Leur viande est particulièrement maigre. En Australie, les éleveurs de moutons mérinos ont procédé à de très nombreux croisement avec les moutons finnois, notamment pour obtenir une viande plus maigre et plus résistantes à la myiase du mouton.
- mouton des Îles Åland (en anglais : Aland Island Sheep ; Ålandsfår), un archipel en Finlande. Avec ou sans cornes, toison de différentes couleurs, dont le blanc et le gris. En 2008, on ne dénombrait que 900 têtes de bétail de cette espèce[2].
- mouton gris de Kainuu (en anglais : Grey of Kainuu Sheep ; en finnois : Kainuun harmaslammas), également très rare, seulement 700 têtes de bétail dénombrées en 2008[2].

### France
- mouton d'Ouessant : originaire et endémique de l'île d'Ouessant dans le Finistère, en Bretagne, France. Ce mouton a disparu de cette île durant le XXe siècle à la suite de l'arrivée de moutons continentaux qui se sont métissés aux animaux locaux. La race a pu être sauvée grâce à quelques animaux retrouvés dans des propriétés sur le continent, et n'est aujourd'hui plus menacée. Le mouton d'Ouessant est le plus petit mouton du monde. Il a la peau noire, une toison le plus souvent noire également.

### Groenland
- mouton groenlandais : descendant des moutons de race islandaise et des Îles Féroé importés sur l'île au début du vingtième siècle.

### Islande
- Mouton islandais (Íslenska sauðkindin) : avec ou sans corne, nombreuses couleurs de toison, parfois tacheté.

### Norvège

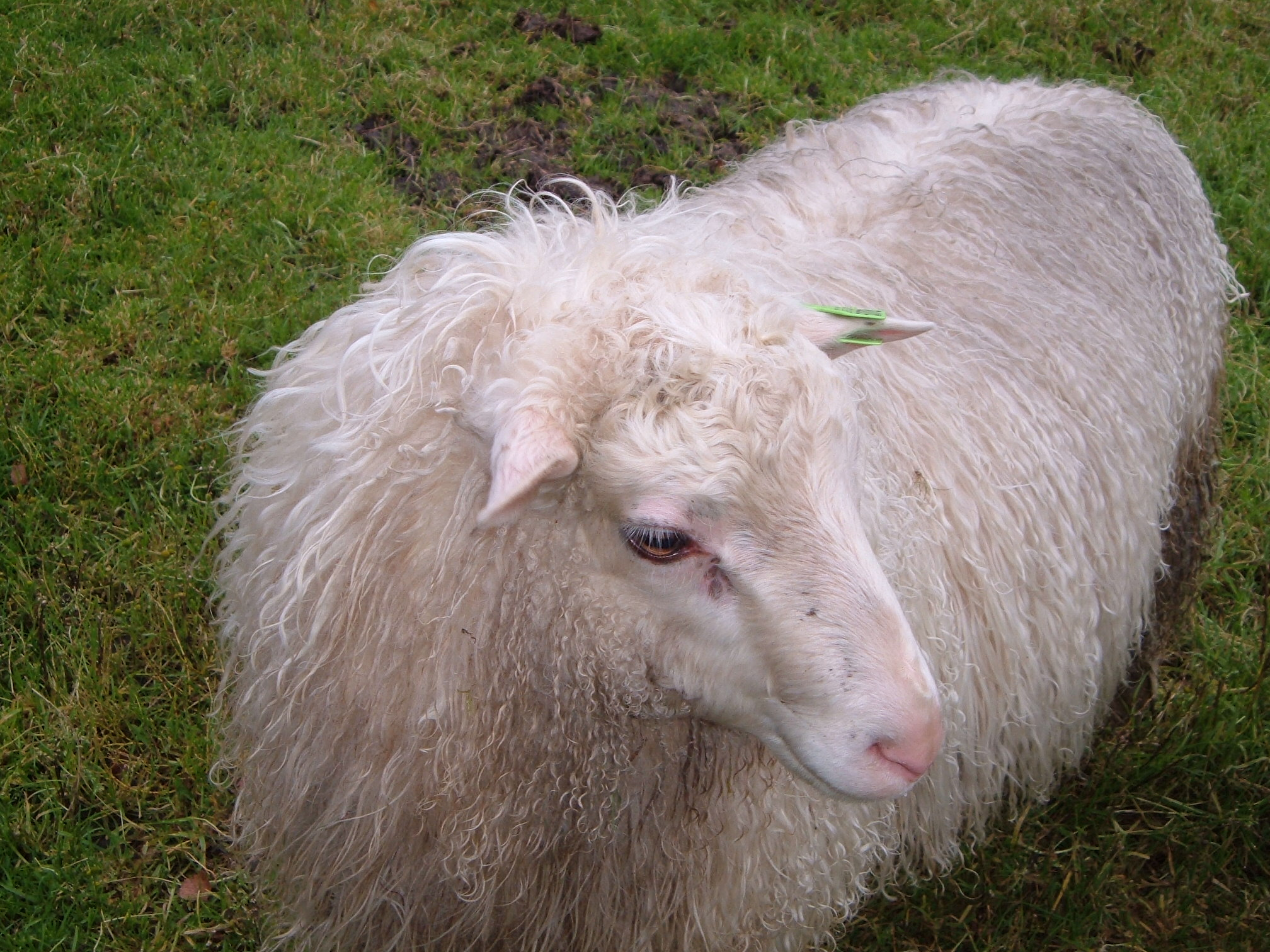
Agneau spælsau

- mouton norvégien à fourrure (en anglais : Norwegian Pelt Sheep ; en norvégien : Norsk Pelssau) : toison grise ou blanche, issu des moutons Gotland et Vieux mouton norvégien[8]. Cette race a été créée dans les années 60.
- vieux mouton norvégien (en anglais : Old Norse Sheep ; souvent appelé Villsau - mouton sauvage en norvégien - bien que cela ne soit pas son nom officiel[9]) ; élevé au Danemark[2]
- Old Spael Sheep (en norvégien : Gammelnorsk Spælsau) ; a été reconnu comme une race distincte en 2002[9] ; le terme Spael signifie queue courte.
- Moderne Spælsau (en) ; originaire de Norvège, élevé au Danemark et en Suède[2]. Il descend du Old Spael Sheep et est le résultat d'une sélection des éleveurs pour obtenir une teinte uniforme, l'absence de corne et un animal de plus grande taille, au détriment de la qualité de la laine[9].

### Pologne
- Wrzosówka (en anglais : Polish Heath) : originaire du nord-est de la Pologne, toison grise.

### Royaume-Uni

#### Écosse
- mouton de Soay : race primitive de moutons retournée à l'état sauvage depuis plusieurs millénaires sur la minuscule île de Soay (d'une superficie d'1 km²), située dans l'archipel de Saint-Kilda, en Écosse. Leur toison est habituellement brune. Les mâles ont des cornes et certaines des femelles également. Son apparence est proche de celle du mouflon[2]. Ce sont des moutons particulièrement petits et farouches. Sa laine tombe naturellement au printemps chez certains individus. C'est la race la plus ancienne parmi celles des moutons d'Europe du nord à queue courte[2]. Il est élevé aux États-Unis, au Royaume-Uni et en Allemagne[2].
- mouton Shetland : originaire de l'archipel des Shetland en Écosse, de petite taille, dont la toison est d'une grande variété de teintes, essentiellement élevé pour sa laine très fine qui en fait la renommée, ainsi que pour sa viande. Cette race est étroitement affiliée à la race éteinte des Scottish Dunface (en). Élevé aux États-Unis, au Royaume-Uni et au Canada.

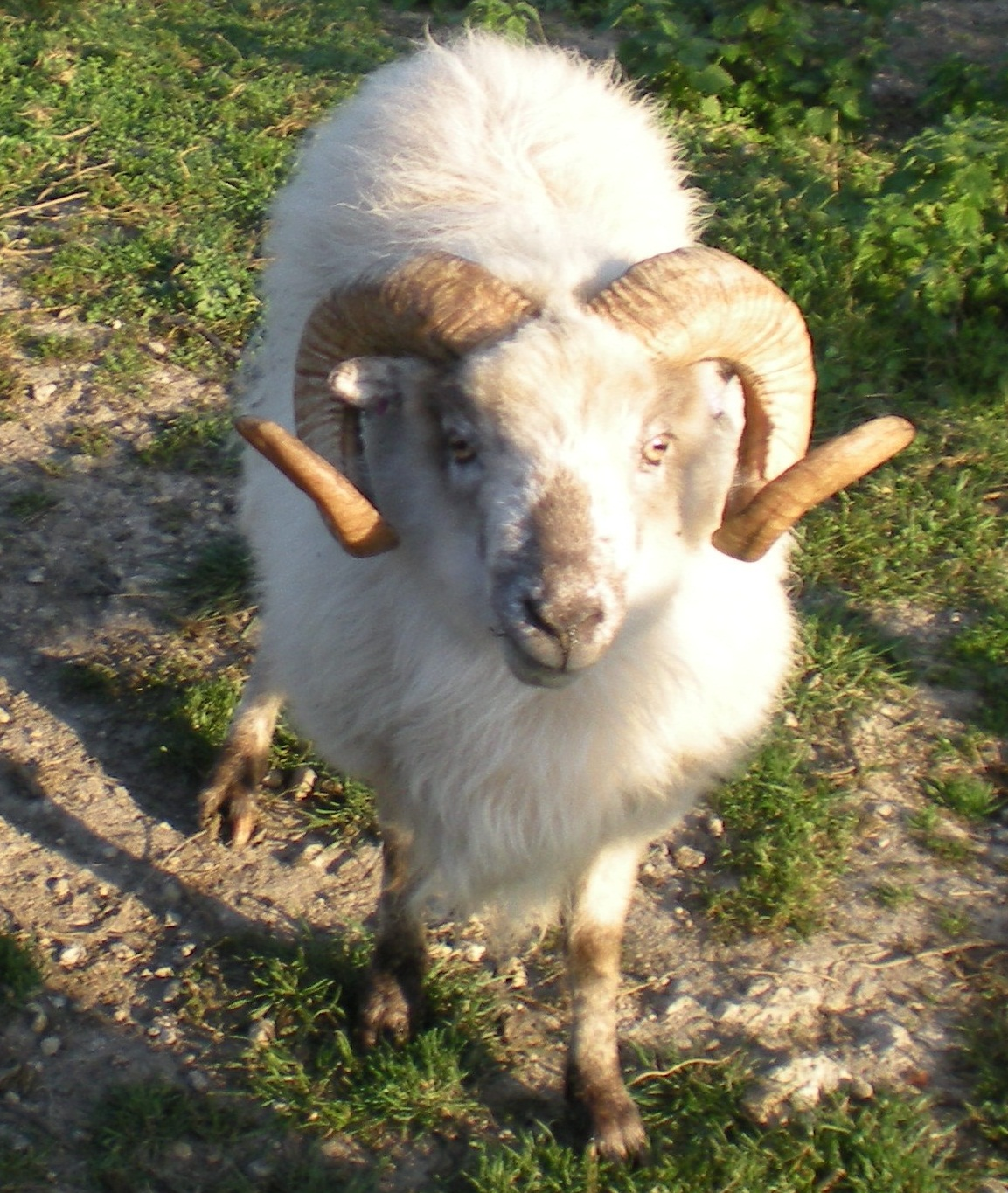
Bélier de la race Boreray.

- mouton de Boreray : race de petite taille originaire de l'île de Boreray dans l'archipel écossais de Saint-Kilda. Il est également connu sous le nom de Boreray Blackface ou Hebridean Blackface. Leur pelage est généralement de couleur crème, leurs têtes et leurs pattes sont généralement foncées. Le mouton de Boreray est classé comme étant une race vulnérable au risque d'extinction par la Rare Breeds Survival Trust[10].
- mouton Castlemilk Moorit (en) : également connu sous les noms de Moorit Shetland, Milledge Sheep et Castlemilk Shetland. Cette race a été créée au début du vingtième siècle à des fins d'ornementation en croisant les races de mouton loaghtan et shetland avec du mouflon sauvage. Le terme moorit se réfère à la couleur brun-rouge de leur toison. Le mouton Castlemilk Moorit est classé comme étant une race vulnérable au risque d'extinction par la Rare Breeds Survival Trust[10].
- North Ronaldsay : originaire de l'île de North Ronaldsay de l'archipel des Orcades, à toison blanche, grise, noire ou brun noisette. Cette race de mouton de petite taille est en large part redevenue sauvage et se nourrit d'algues qu'il ingère à marée basse et rumine à marée haute. Le mouton North Ronaldsay est classé comme étant une race vulnérable au risque d'extinction par la Rare Breeds Survival Trust[10].
- Hebridean : race de petits moutons noirs d'Écosse, à la queue courte et triangulaire. Mâles et femelles ont souvent deux paires de cornes (polycérate). Les Hébrides modernes ont une laine noire, plutôt grossière, qui s'estompe au brun au soleil et devient souvent grise avec l'âge. Si elle n'est pas tondue, la laine peut muer naturellement au printemps.

#### Île de Man
- Loaghtan : race originaire de l'Île de Man, également connue sous les noms loaghtyn ou loghtan. Son nom se réfère à la couleur de sa toison gris-souris/brun (lugh dhoan en mannois). Sa principale caractéristique est la présence de deux paires de cornes chez le mâle et la femelle, parfois trois (polycérate). La loaghtan a failli disparaître ; dans les années 1950, il n’en restait plus que 43 têtes. Les Mannois font beaucoup d’efforts pour la préserver, mais elle reste rare.

### Russie
- mouton Romanov (Romanovska Ovce) à la peau noire et à la toison blanche, noire, grise et marron, qui se caractérise par une très forte prolificité. Son aire de distribution est très vaste : Europe, Amérique du Nord, Afrique, Asie. Il est fréquemment croisé avec des espèces locales dont les éleveurs souhaitent accroître la prolificité[2].

### Suède

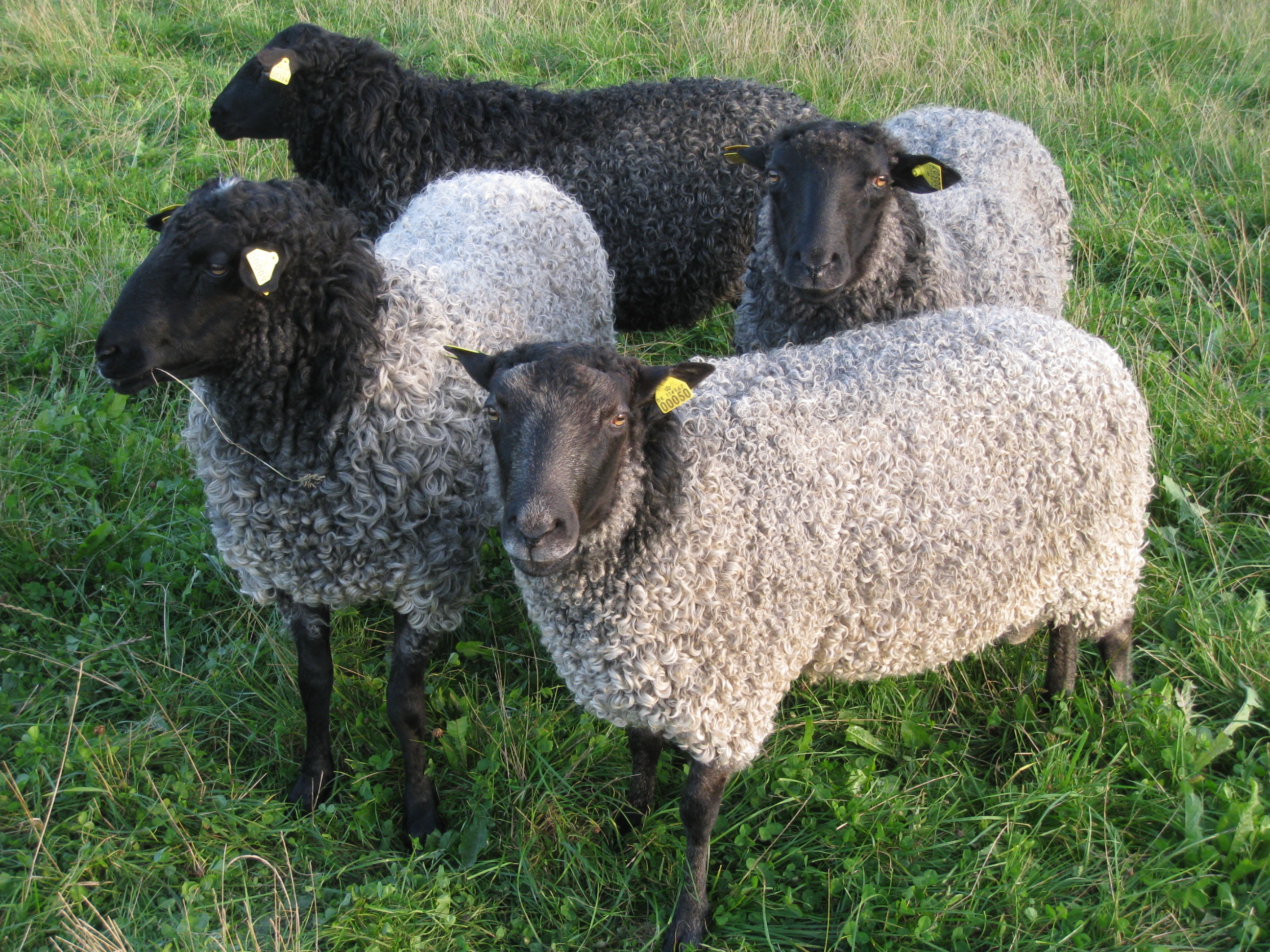
Jeunes béliers gotland

- mouton Gotland, à toison habituellement grise et sans corne. Cette race est issue de croisements dans les années 1920 de moutons originaires du Gotland (appelés gutefår) avec des brebis romanov (pour la prolificité) et karakul pour le pelage[11]. Élevés au Danemark, en Allemagne, au Royaume-Uni et aux États-Unis[2].
- Gutefår (en) (en anglais : Gute Sheep, anciennement Gotland Outdoor[12]), originaire de l'île de Gotland, élevé au Danemark et en Allemagne[2]. Cornes chez les deux sexes.
- mouton Roslag : sélectionné dans la région de Roslagen, de petite taille, généralement à la toison blanche. Les mâles sont cornus. Initialement très répandu dans sa région d'origine, mais en très fort déclin (675 individus en 2008[2]), gènes conservés. Les gènes de cette espèce sont conservés dans une banque de gènes par l'association Föreningen Svenska Allmogefår depuis 1997[13],[12].
- Svenskt Finullfår (en anglais : Swedish Finewool) : une espèce originaire de Suède mais qui est principalement élevée en Finlande[2]. Toison unicolore blanche, noire ou brune ; plus rarement tachetée. Produit une laine brillante, soyeuse et à fibres fines.
- *Ryafår (en) (en anglais : Rya Sheep) : quasiment en voie d'extinction au début du vingtième siècle, puis re-découvert notamment pour la qualité de sa laine lustrée, utilisée pour faire des tapis rya (en)[12] ; élevé en Norvège[2]

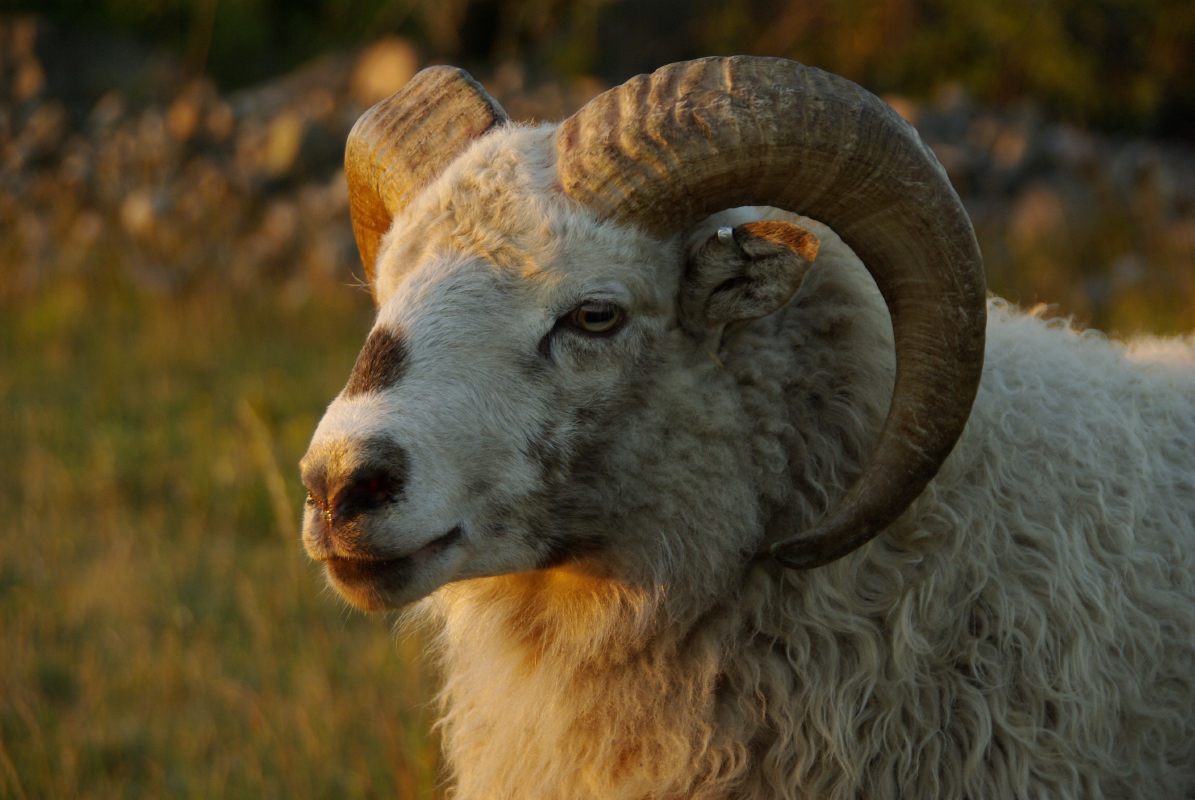
Bélier de la race värmlandsfår

- Klövsjöfår (en anglais : Klövsjö Sheep) : originaire du village de Klövsjö, toison généralement blanche et noire. Cette espèce est en voie d'extinction et ses gènes sont préservés dans une banque de gènes par l'association Föreningen Svenska Allmogefår depuis 2003[12].

- Svårdsjöfår (en anglais : Svårdsjö Sheep) : originaire du village de Svårdsjö, sans cornes. Ne possède pas une toison à double couche. Souvent blanc avec des taches noires, parfois l'inverse[12]. Cette espèce est menacée et ses gènes sont préservés dans une banque de gènes par l'association Föreningen Svenska Allmogefår depuis 1997[12].
- mouton du Värmland (en anglais : Värmland Sheep, en suédois : Värmlandsfår, anciennement skogsfår) : mouton originaire de la région du Värmland ; les agneaux naissent avec une toison foncée qui s'éclaircit en gris, blanc et brun à l'âge adulte. Ils ont souvent des taches blanches sur la tête. Les mâles ont des cornes. Son ancien nom skogsfår - littéralement mouton des forêts - se réfère au fait que cette espèce aime manger les branches des arbres (feuille et écorce) et qu'historiquement, elle paissait dans les forêts[12]. Cette espèce est menacée et ses gènes sont préservés dans une banque de gènes par l'association Föreningen Svenska Allmogefår depuis 1997[14].
- Gestrikefår : originaire du village Mörtebo (Gästrikland)[15], en voie d'extinction (159 têtes de bétail en 2008[2]) : la couleur des toisons varie beaucoup, ils sont souvent panachés ou tachetés. Généralement sans cornes. Les gènes de cette espèce sont conservés dans une banque de gènes par l'association Föreningen Svenska Allmogefår depuis 2000[15].
- mouton d'Helsinski (en anglais : Helsinge Sheep, en suédois : Helsingefår) : en voie d'extinction (176 têtes de bétail en 2008[2]). La plupart ont une toison noire, dans les couleurs s'estompent souvent sur les côté au fil des ans ; taches de couleur différentes fréquentes. Les brebis peuvent agneler toute l'année. Les gènes de cette espèce sont conservés dans une banque de gènes par l'association Föreningen Svenska Allmogefår depuis 1999[16]

## Races éteintes
- Claddagh : race originaire d'Irlande[17],[18]. Son nom signifie "mouton de rivage" car comme le North Ronaldsay, ce mouton se nourrissait d'algues[1].
- Kerry Mountain ou Kerry (à ne pas confondre avec le Kerry Hill (en) à longue queue du Pays de Galles). Race originaire du sud-ouest de l'Irlande, éteinte depuis le début du XXe siècle. Cornu, toison blanche et d'autres couleurs[19].
- Lítla Dímun (en) : a vécu sauvage sur l'île de Lítla Dímun de l'archipel des îles Féroé, éteint au milieu du XIXe siècle. Similaire au Soay ; peut-être dérivé du premier mouton européen, très petit, noir, avec des cornes chez le mâle seulement. Désormais remplacé sur l'île par des moutons des îles Féroé.
- Scottish Dunface (en), (également appelé Scottish Short-wool, Scottish Whitefaceou Scottish Tanface) était un type de mouton d'Écosse. Il était probablement similaire aux autres moutons élevés dans les îles britanniques à l'âge du fer. Au milieu du XIXe siècle, il a été en grande partie remplacé par le Scottish Blackface et il a disparu de la partie continentale de l'Écosse à la fin du XIXe siècle. Cependant, plusieurs types locaux de Dunface ont survécu sur les îles écossaises, donnant naissance ou contribuant aux races existantes, notamment les Shetland, North Ronaldsay, Hebridean et Boreray.